# Cuscuta lupuliformis
Cuscuta lupuliformis là một loài thực vật có hoa trong họ Bìm bìm. Loài này được Krock. mô tả khoa học đầu tiên năm 1787.

## Hình ảnh

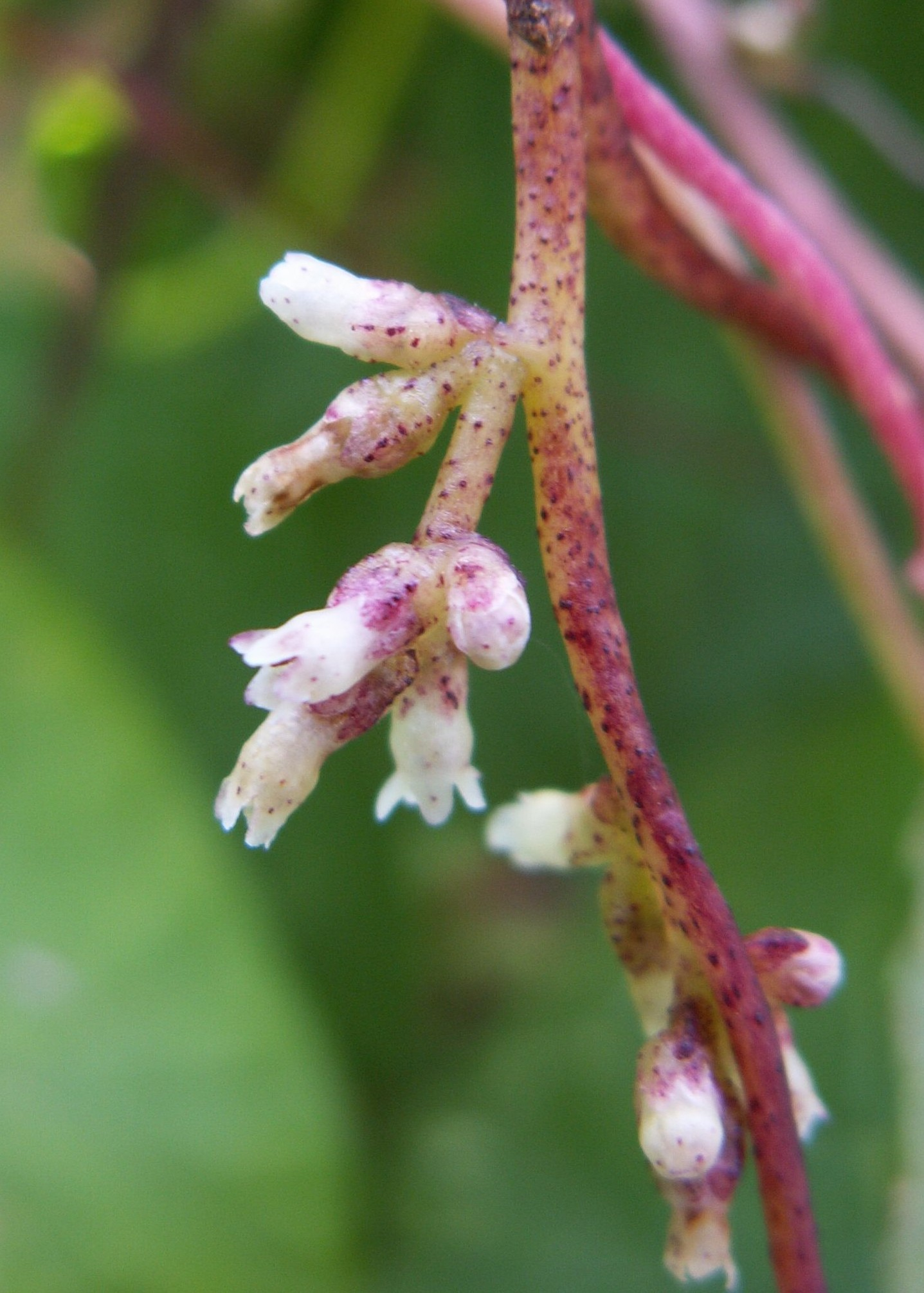
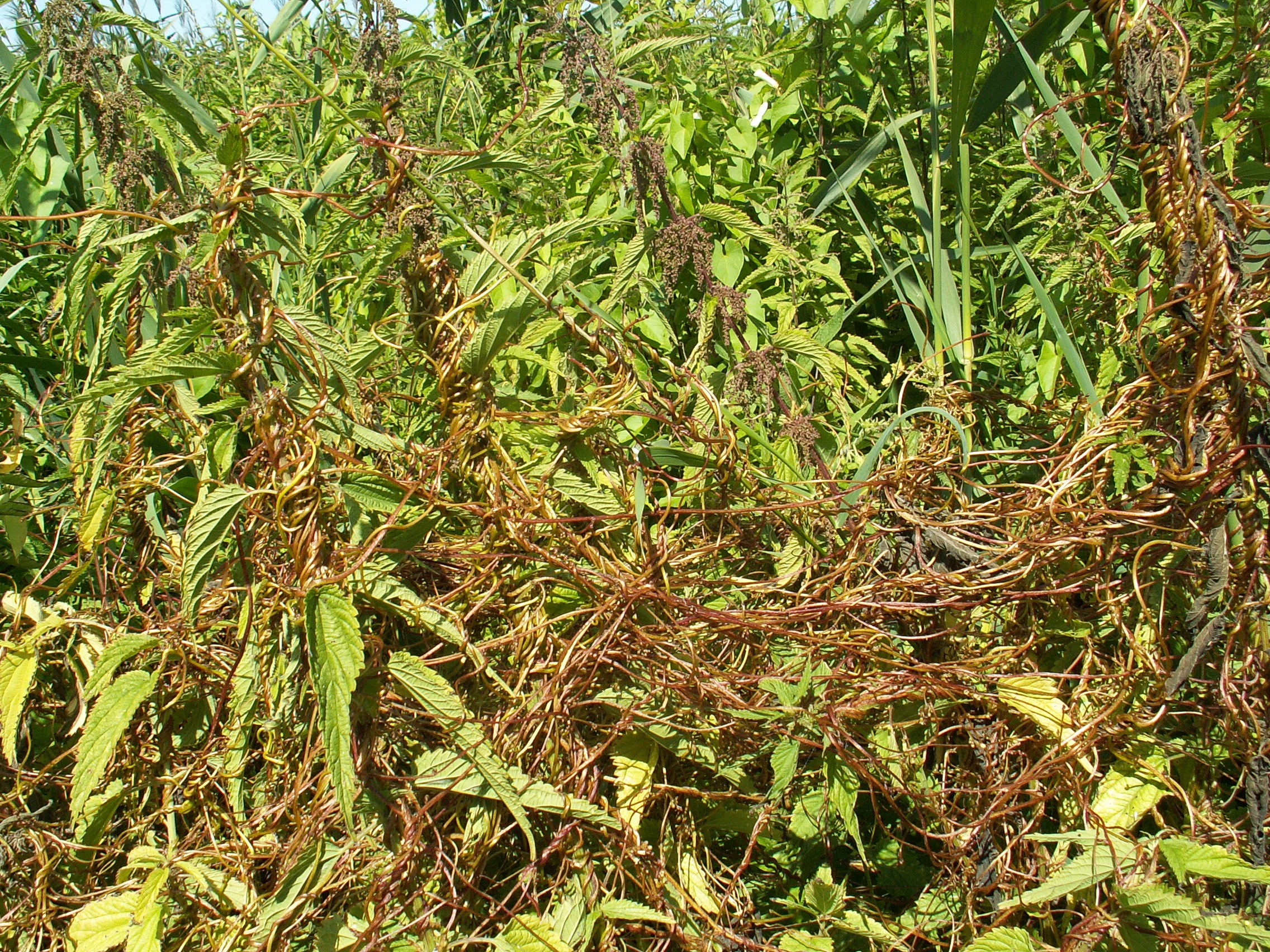